# اقتصاد سلوكي

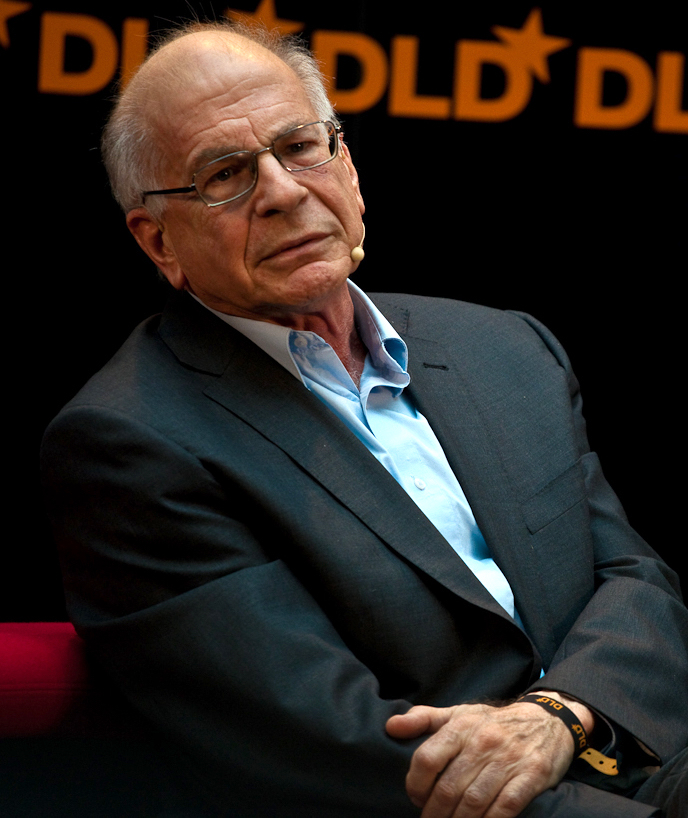

الاقتصاد السلوكي أو التمويل السلوكي (بالإنجليزية: behavioral economics)‏ هي الدراسة التي تعنى بتحليل القرارات الاقتصادية والمالية التي يتخذها كل من الأفراد والمؤسسات القائمة بوظائف اقتصادية مثل: المستهلكون، المقترضون والمستثمرون عن طريق دراسة العوامل الاجتماعية والفكرية. بالرغم من كثرة النقاش حول واقعية هذا العلم الجديد نسبيا، فان الأدلة التي يستند إليها قوية إلى حد ما، وليس من السهل تجاهلها.
أن المختصين بعلوم السلوك لا يهتمون فقط بآثار الأفراد والمؤسسات على الأسواق بل يهمهم أيضا قرارات العامة وأفراد المجتمع على الصعيد الاقتصادي.
يعتبر علم الاقتصاد السلوكي فرع من فروع الاقتصاد الحديث الذي نجم عن تداخل (تقاطع) بين علم الاقتصاد وعلم النفس ، حيث يرى رواده أن الاقتصاد فيه متغيرات غير عقلانية تؤثر على قرارات الفرد والمجتمع دفعت الباحثين الاقتصاديين إلى دراسة العوامل النفسية المؤثرة على اتخاذها.
ويُعد أحد أهم رواد هذا العلم رشارد ثيلر (بالإنجليزية: Richard Thaler)‏ أستاذ الاقتصاد في جامعة شيكاغو الفائز بجائزة نوبل للاقتصاد لعام (2017) عن كتابه «الاقتصاد السلوكي» Behavioral economics.
كما ويعد اقتصاد الإلهام واقتصاد المرونة من ضمن الاقتصادات السلوكية.

## نشأة الاقتصاد السلوكي
أثناء عهد الاقتصاد التقليدي، كان الاقتصاد الجزئي ذا صلة وثيقة بعلم النفس، ويُرى هذا واضحا على سبيل المثال في مؤلف آدم سميث المسمى بنظرية العواطف الأخلاقية التي شرح فيها سلوك الأفراد من منظور علم النفس، بما في ذلك ما يتعلق بقضايا العدل (1). أضف إلى ذلك قيام جيرمي بينثمان بكتابات مفصلة حول أسس المنفعة (Utility). لكن إبان ظهور الاقتصاد الكلاسيكي الجديد، حاول الاقتصاديون إعادة تشكيل العلم وتقديمه كعلم حقيقي، وذلك عن طريق استخلاص السلوك الاقتصادي من فرضيات حول ماهية الأفراد المدروسين اقتصاديا. قام الاقتصاديون بعدها بتطوير مفهوم الHomo economicus الذي ينص على أن تحركات الأفراد ليست إلا تحركات منطقية وعقلانية.
طرح الاقتصاديون التقليديون الجدد بالفعل تفسيرات نفسية، وكان من ضمنهم فرانسيس إيدج وورث، وفيلفريدو باريتو وإيرفينغ فيشر. ظهر علم النفس الاقتصادي في القرن العشرين في أعمال غابرييل تاراد، وجورج كاتونا ولازلو غاراي. بدأت نماذج فرضية المنفعة المتوقعة والفائدة المنخفضة تحصل على القبول، مما أدى إلى نشوء فرضية قابلة للاختبار حول صنع القرار في ظل الاستهلاك عبر الزمن والارتياب، على التوالي. تحدت العيوب التي رُصدت وتكررت هذه الفرضيات في النهاية، ويُرى ذلك واضحًا على سبيل المثال في اتخاذ موريس آلياس خطوات لوضع مفارقة آلياس، وهي مسألة اتخاذ قرار طرحها أولًا في عام 1953 وتتعارض مع فرضية المنفعة المتوقعة.
بدأ علم النفس المعرفي في ستينيات القرن العشرين بإلقاء الضوء على الدماغ بصفته آلة لمعالجة المعلومات (على نقيض النماذج السلوكية). بدأ علماء النفس في هذا المجال مثل وارد إدوارد، وأموس تفيرسكي ودانييل كانيمان بمقارنة النماذج المعرفية لصنع القرار تحت الخطر وعدم اليقين مع النماذج الاقتصادية للسلوك العقلاني.
يبدي علم النفس الرياضي اهتمامًا طويل الأمد بمفهوم التعدي وقياس المنفعة.

### الفائزون بجائزة نوبل
مُنح عالم النفس دانييل كانيمان والعالم الاقتصادي فيرنون إل سميث جائزة نوبل في العلوم الاقتصادية. منح كانيمان الجائزة «لإدراجه رؤى من أبحاث نفسية في العلوم الاقتصادية، خاصة تلك التي تعنى بالحكم البشري وصنع القرار في ظل عدم اليقين»، في حين منح سميث الجائزة لأنه «قام بتجارب مخبرية كوسيلة لتحليل الاقتصاد التجريبي، خاصة في دراسته لآليات السوق البديلة». حصل الاقتصادي روبرت جي شيلر في عام 2013 على جائزة نوبل التذكارية في العلوم الاقتصادية عن «تحليله التجريبي لأسعار الأصول» (في مجال دراسة السلوك في الأسواق المالية). حصل الاقتصادي ريتشارد ثالر على جائزة نوبل التذكارية في العلوم الاقتصادية عام 2017 عن «مساهماته في الاقتصاد السلوكي وعمله الرائد في إثبات أن الناس غير عقلانيين كما هو متوقع بطرق تتحدى النظرية الاقتصادية». نشر كانيمان وتفيرسكي في أواخر ستينيات القرن العشرين نحو 200 عمل، معظمها يرتبط بمفاهيم نفسية مع تأثيراتها على دراسة السلوك في الأسواق المالية. مُنح نحو ستة جوائز نوبل عن الأبحاث السلوكية.

## العقلانية المحدودة
العقلانية المحدودة تعني أنه عندما يتخذ الأفراد القرارات، فإن عقلانيتهم تكون محدودة بقابلية تتبع المسألة التي يتخذون القرار فيها، وقيودها المعرفية والوقت المتوفر. يتصرف صانعو القرار في هذا المشهد كإرضائيين ويبحثون عن الحل المرضي بدلًا من الحل الأمثل.
طرح هربرت إيه.سيمون العقلانية المحدودة لتكون أساسًا بديلًا للنمذجة الرياضية لصنع القرار. تعد العقلانية المحدودة مكملة «للعقلانية كأمثليه»، والتي تعتبر أن عملية صنع القرار هي عملية عقلانية بشكل كامل تهدف إلى إيجاد الخيار الأمثل في ضوء المعلومات المتاحة. استخدم سيمون تشبيه المقص، حيث تمثل إحدى شفرتيه القيود الإنسانية المعرفية وتمثل الأخرى «بنية البيئة»، موضحًا كيف تعوض العقول عن الموارد المحدودة من خلال استغلال الانتظام البنيوي المعروف في البيئة. تتضمن العقلانية المحدودة فكرة أن البشر يأخذون طرقًا مختصرة يمكن أن تؤدي إلى اتخاذهم قرارات دون المستوى. ينخرط الاقتصاديون السلوكيون في رسم خرائط اختصارات القرارات التي يستخدمها العملاء من أجل مساعدتهم في زيادة فعالية صنع القرار البشري. طرح كتاب Nudge (الوكزة) الذي ألفه كاس سانستين وريتشارد ثالر أحد العلاجات لهذه الفكرة. يوصي سانستين وثالر بتعديل بنى القرار في ضوء العقلانية المحدودة للعوامل البشرية. يحث اقتراح استشهد به سانستين وثالر على نطاق واسع على أن يوضع الطعام الأكثر صحية عل مستوى النظر من أجل زيادة احتمالية أن يختار الشخص هذا الخيار بدلًا من الخيار الأقل صحية. قدم بعض منتقدو كتاب (الوكزة) انتقادات بأن تعديل بنى الخيار سيؤدي إلى جعل الناس يتخذون قرارات أسوأ.

## وصلات خارجية
- مقال لنافا اشريف، كولن ف. كامرير، وجورج لونستين 2005 «ادم سميث، الاقتصادي السلوكي»

https://web.archive.org/web/20120426062414/http://webserver1.pugetsound.edu/facultypages/gmilam/courses/econ291/readings/ASmithBenEcon.pdf